# Nebra (Unstrut)
Nebra település Németországban, azon belül Szász-Anhalt tartományban. Lakosainak száma 3067 fő (2023. december 31.). Nebra Querfurt és Kaiserpfalz községekkel határos.

## Fekvése
Merseburgtól nyugatra fekvő település.

## Története
Nevét 876. május 18-án  Neveri néven, a Reichskloster Fulda "Ingelheim jegyzőkönyvében" említették először.
Nebra a 12. században városi jogokat kapott. Nebra kastélyát 1540-ben a Nissmitz testvérek építették.
A 3000 körüli lakosú városka házai festőien húzódnak felfelé a Finne nyúlványát alkotó magaslatra, melyet egy 16. századból való várrom díszít, 13. századból való kápolnájával.
A település legszebb műemléke az 1416-ban épült Szent György templom, melynek művészi kivitelű kapuzata és több, eredetiben fennmaradt részlete a késő gótika stílusjegyeit viseli.

## Nebrai korong
A település közelében talált aranyozott, kör alakú, csillagászati jelenségeket és vallási jelképeket ábrázoló bronzlemez  kora a becslések szerint 3700 és 4100 év közötti, a korai bronzkorból Közép-Európa (Únětice kultúra) egyik legfontosabb régészeti lelete, egyben (Málta után) a második legidősebb ég ábrázolás.
A Nebrai korong 2013 júniusában szerepelt az UNESCO "World Documentary Heritage"-ben.
Az okleveles örökségként való elismerésről szóló igazolást a német UNESCO-bizottság Walter Hirche vezetése és annak hivatalos elismerése mellett, 2013. szeptember 30-án adta át a Halle-i Landesmuseum für Vorgeschichte-nek.

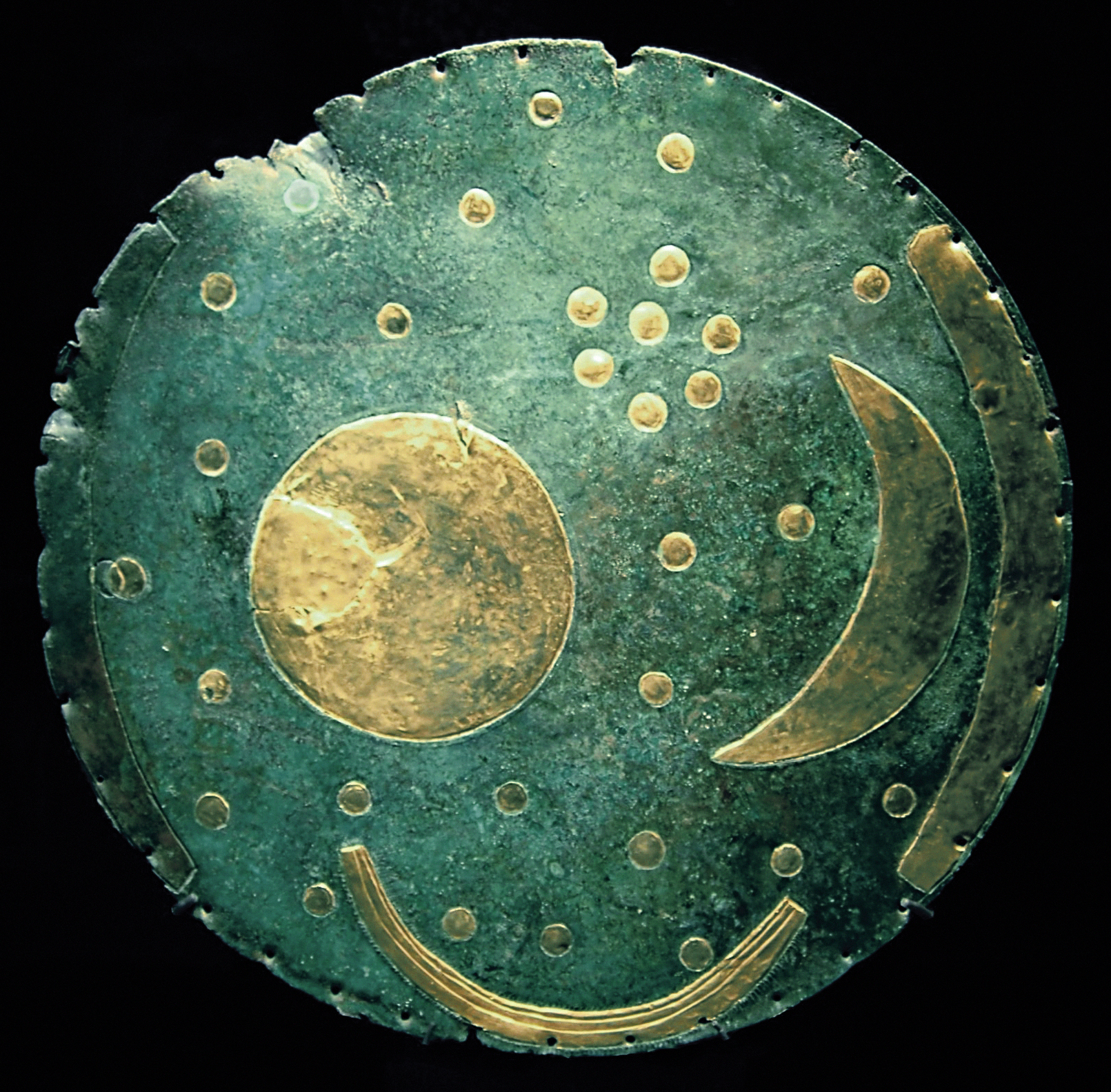
A Nebrai korong
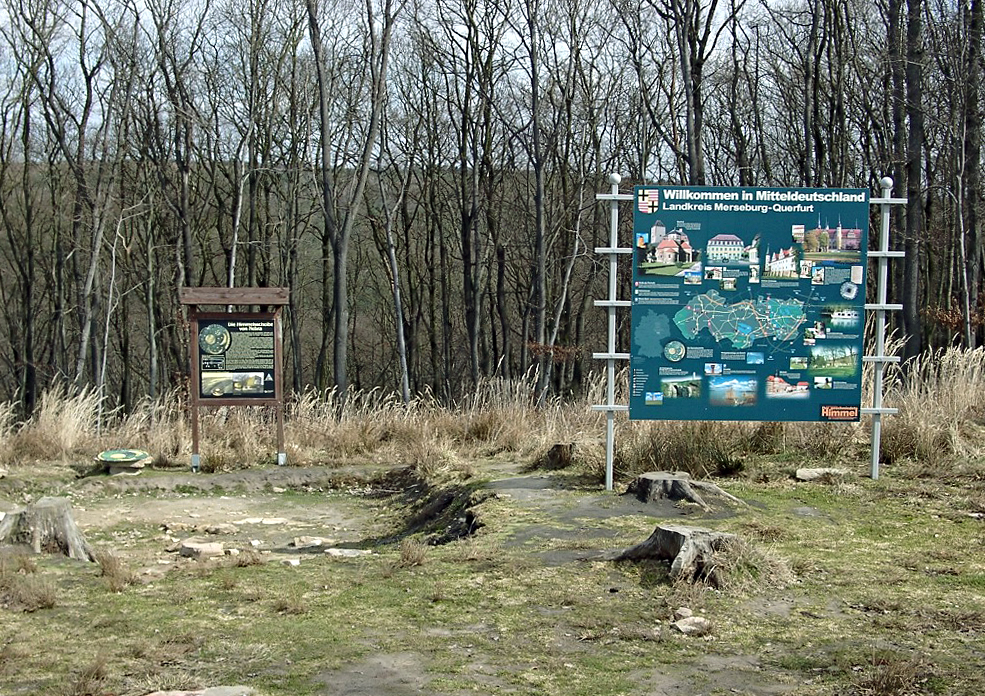
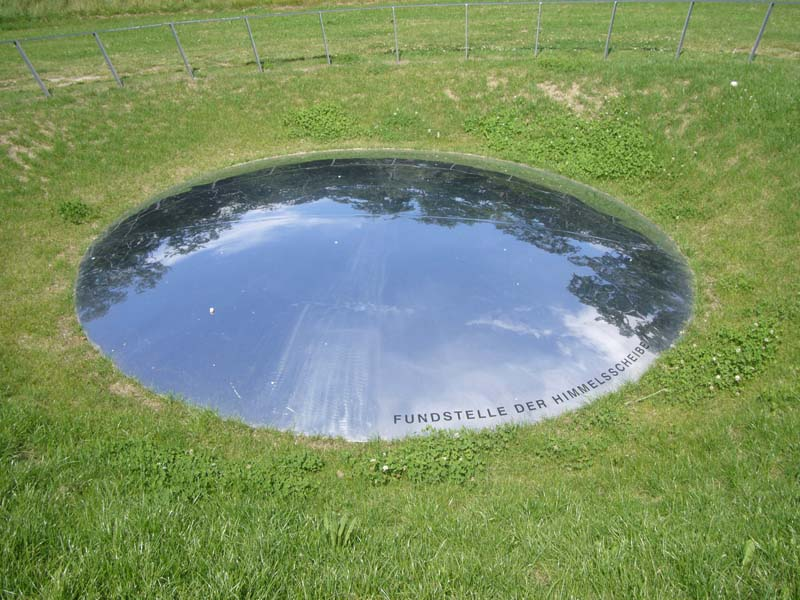

## Nevezetességei
- Várrom
- Szent György templom

## Nevezetes emberek
- Itt született 1867. február 18-án Hedwig Courths-Mahler írónő

## Galéria

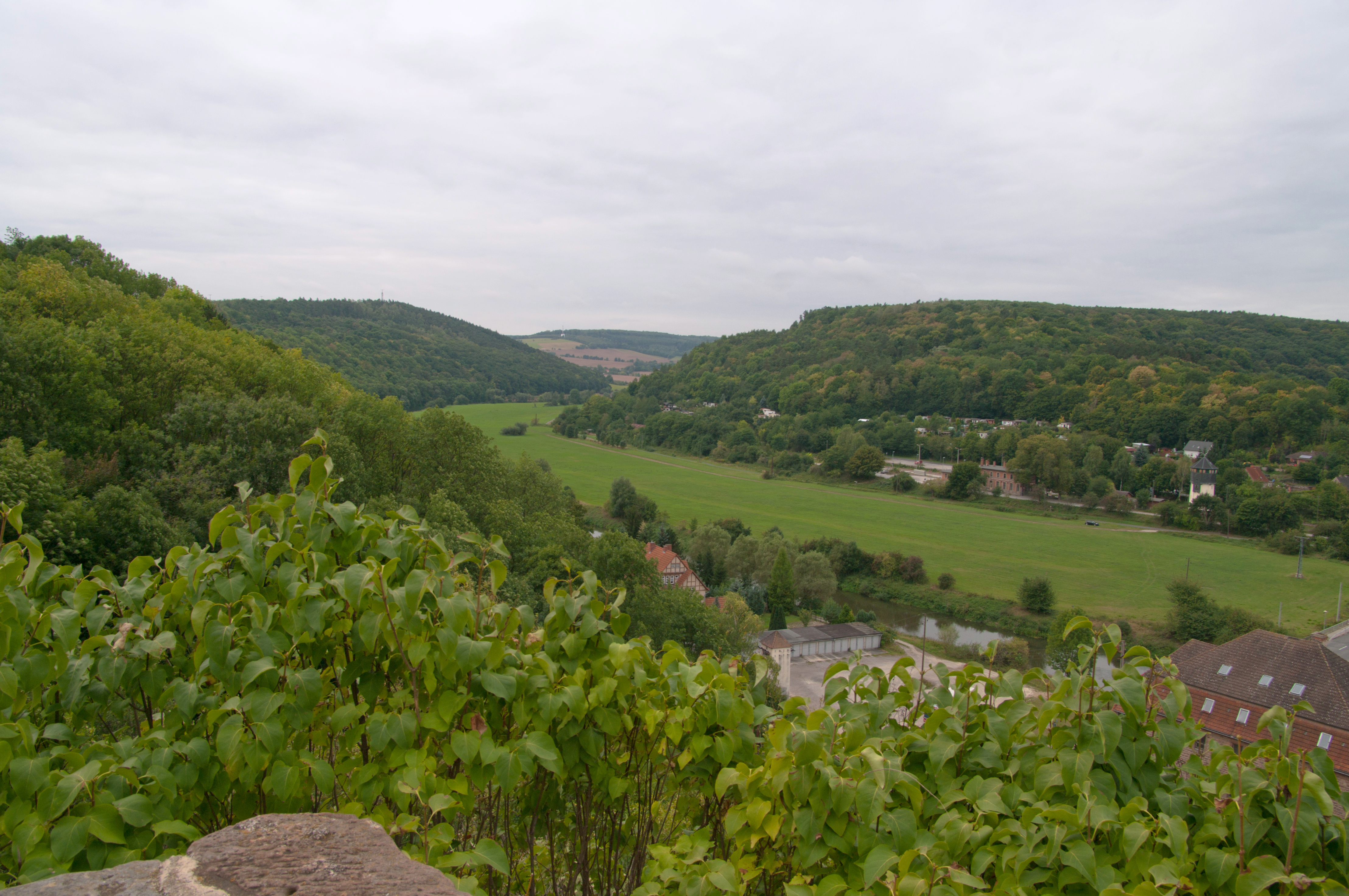
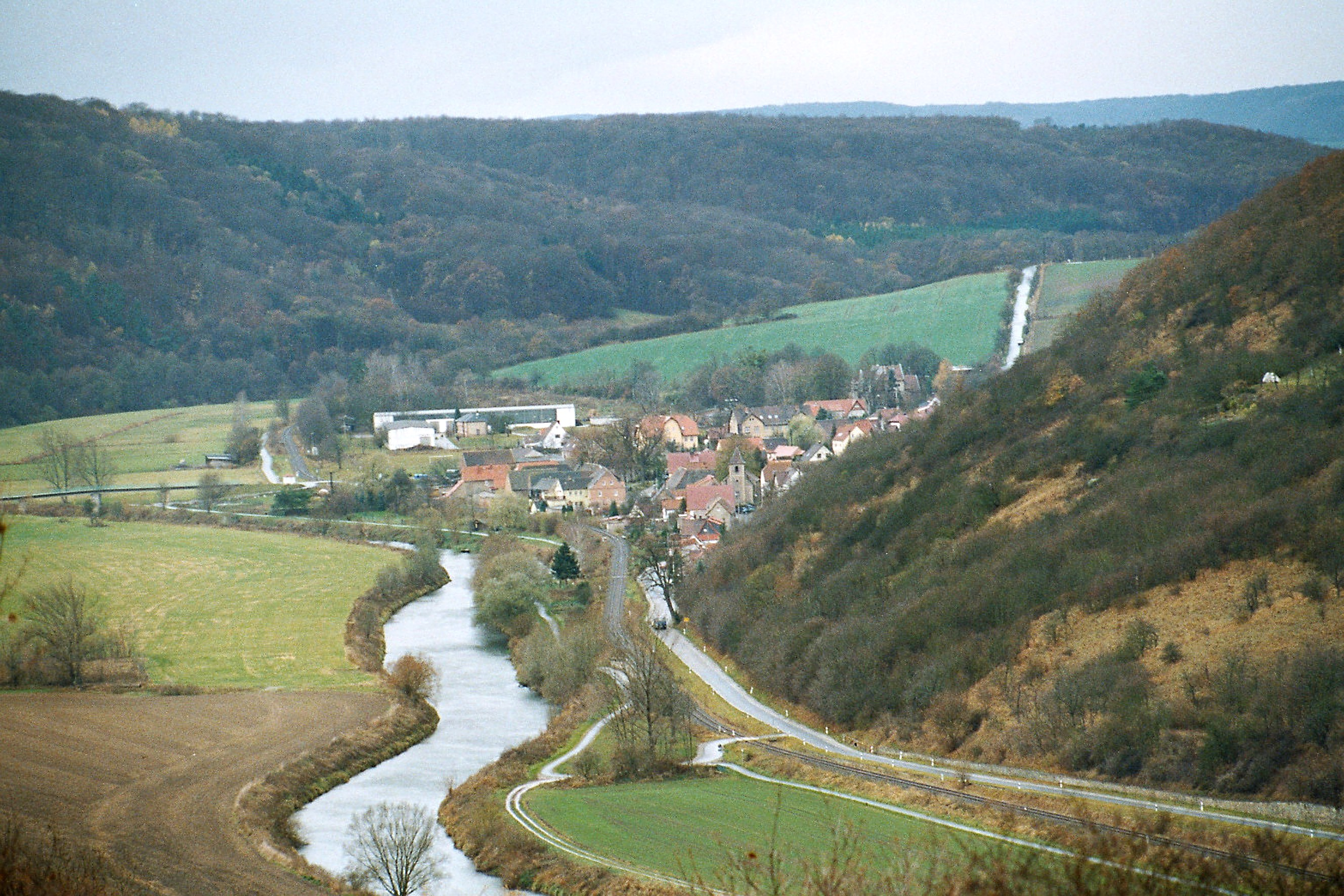
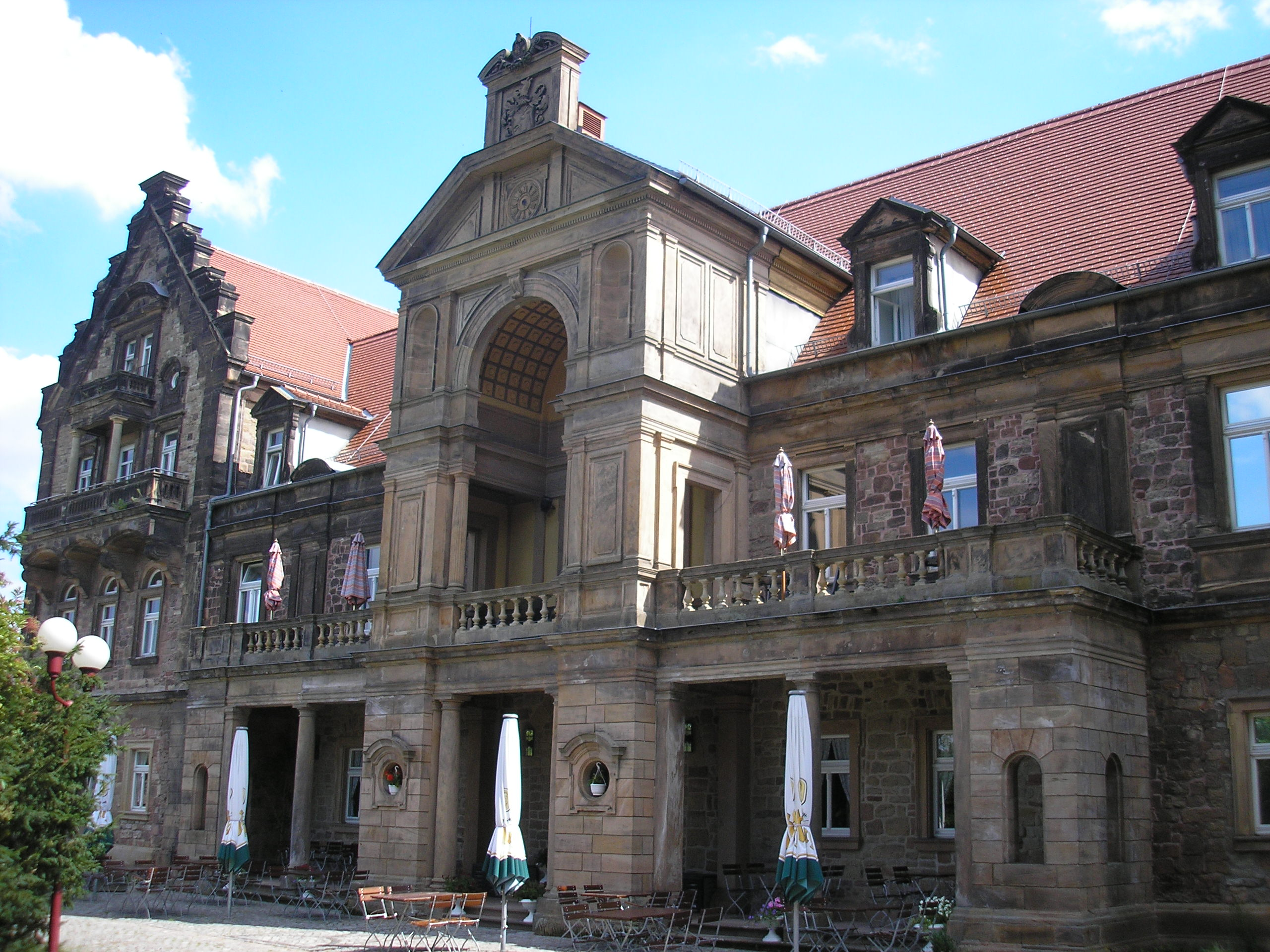
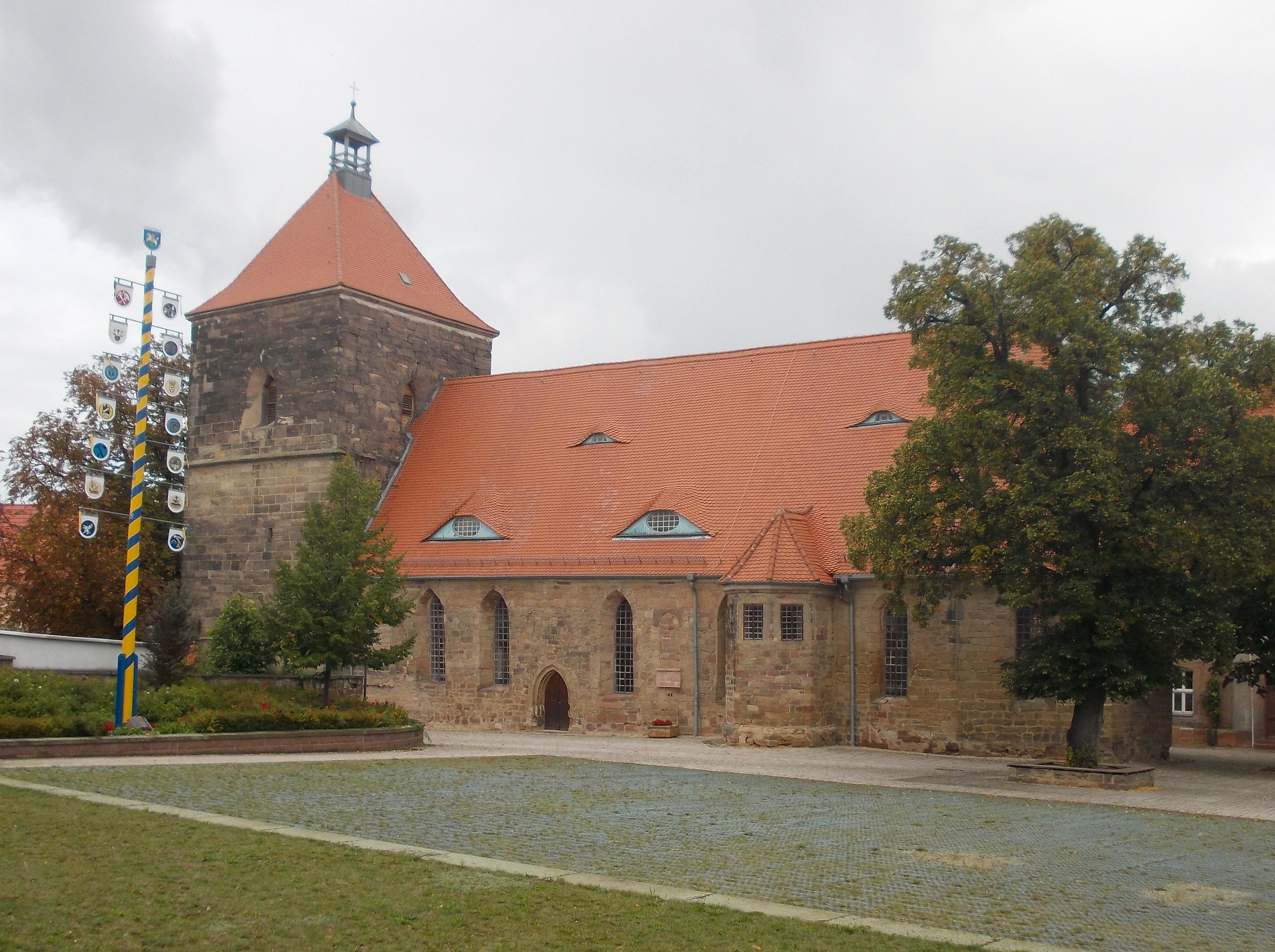
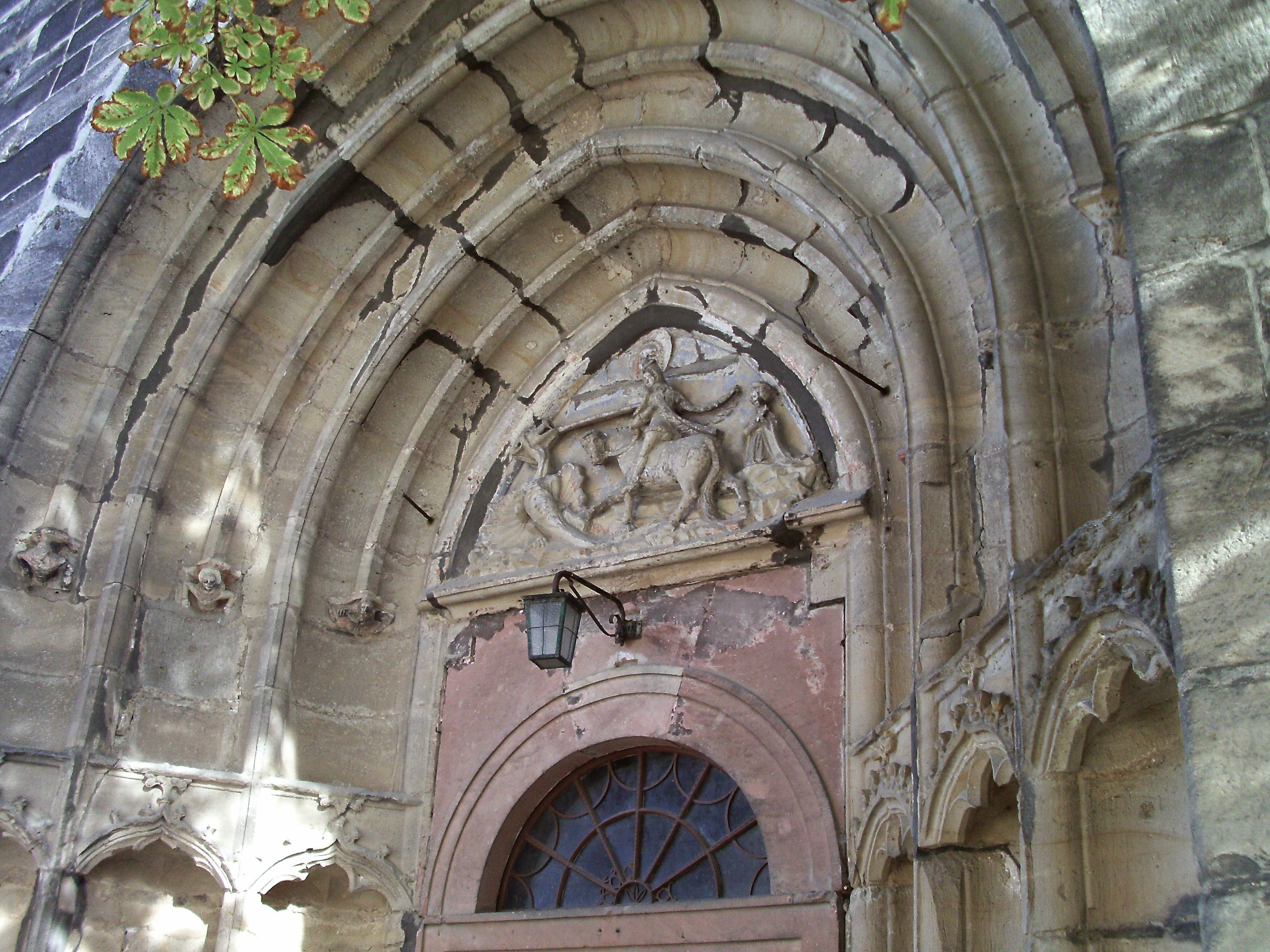
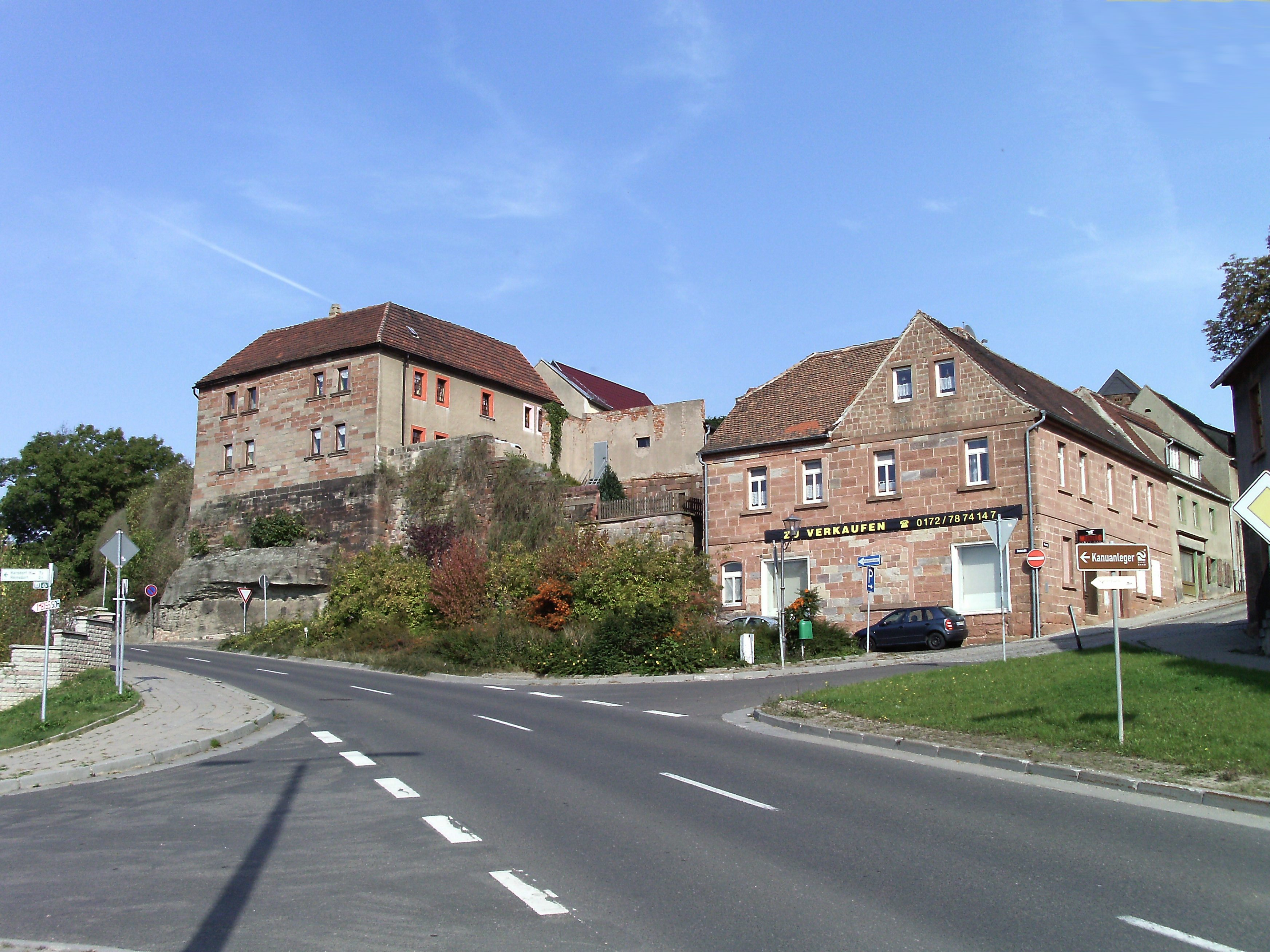
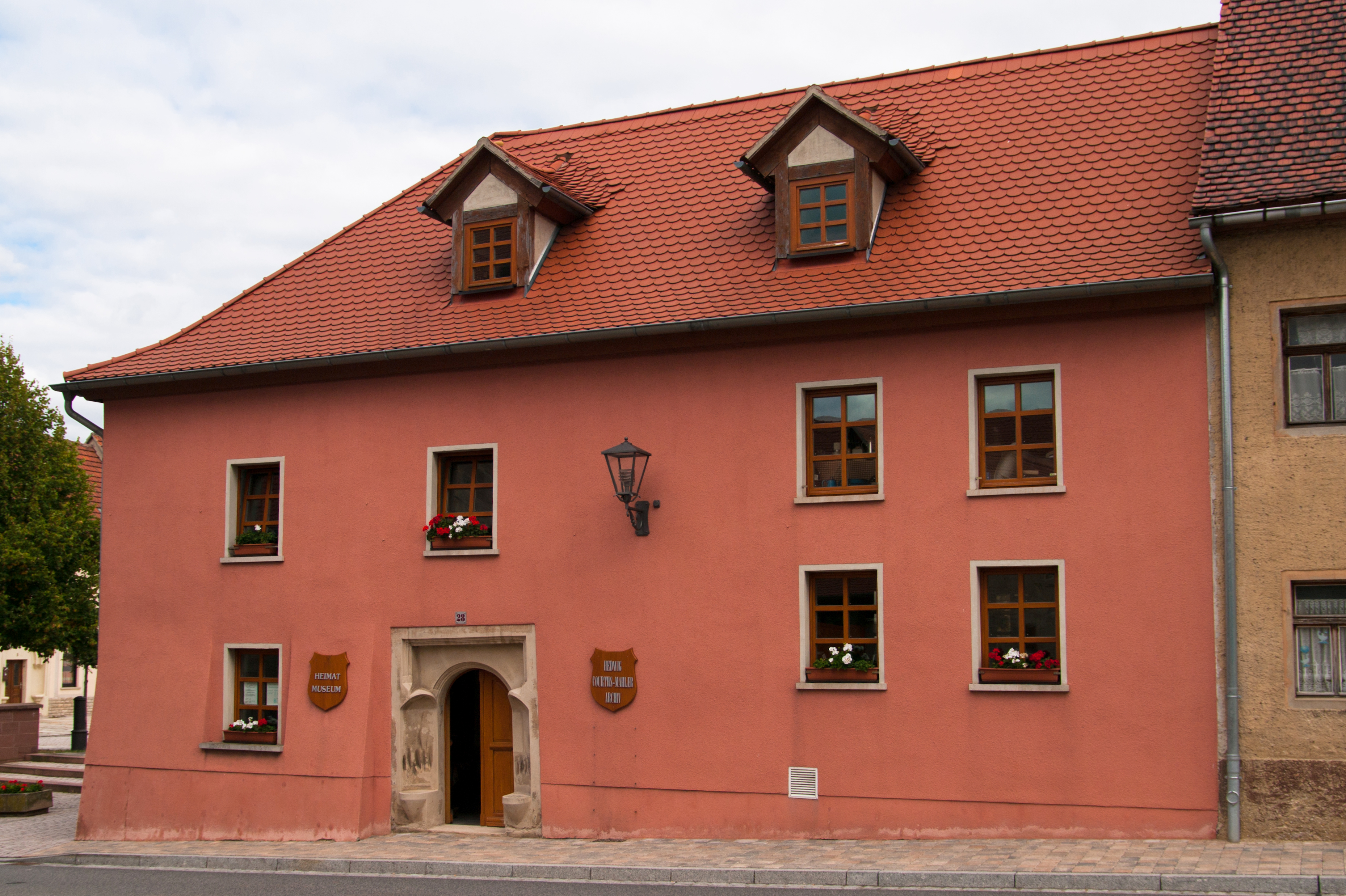
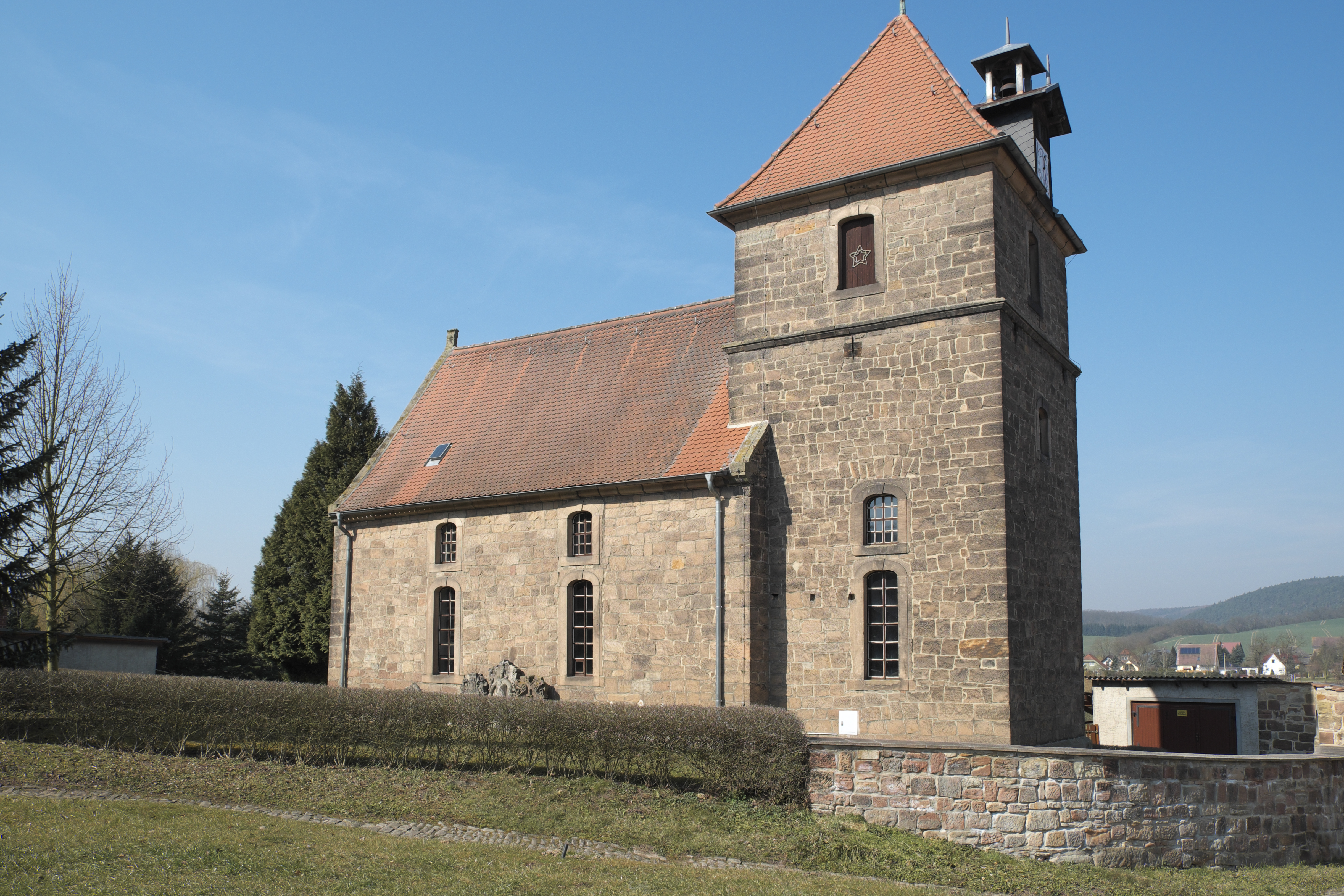
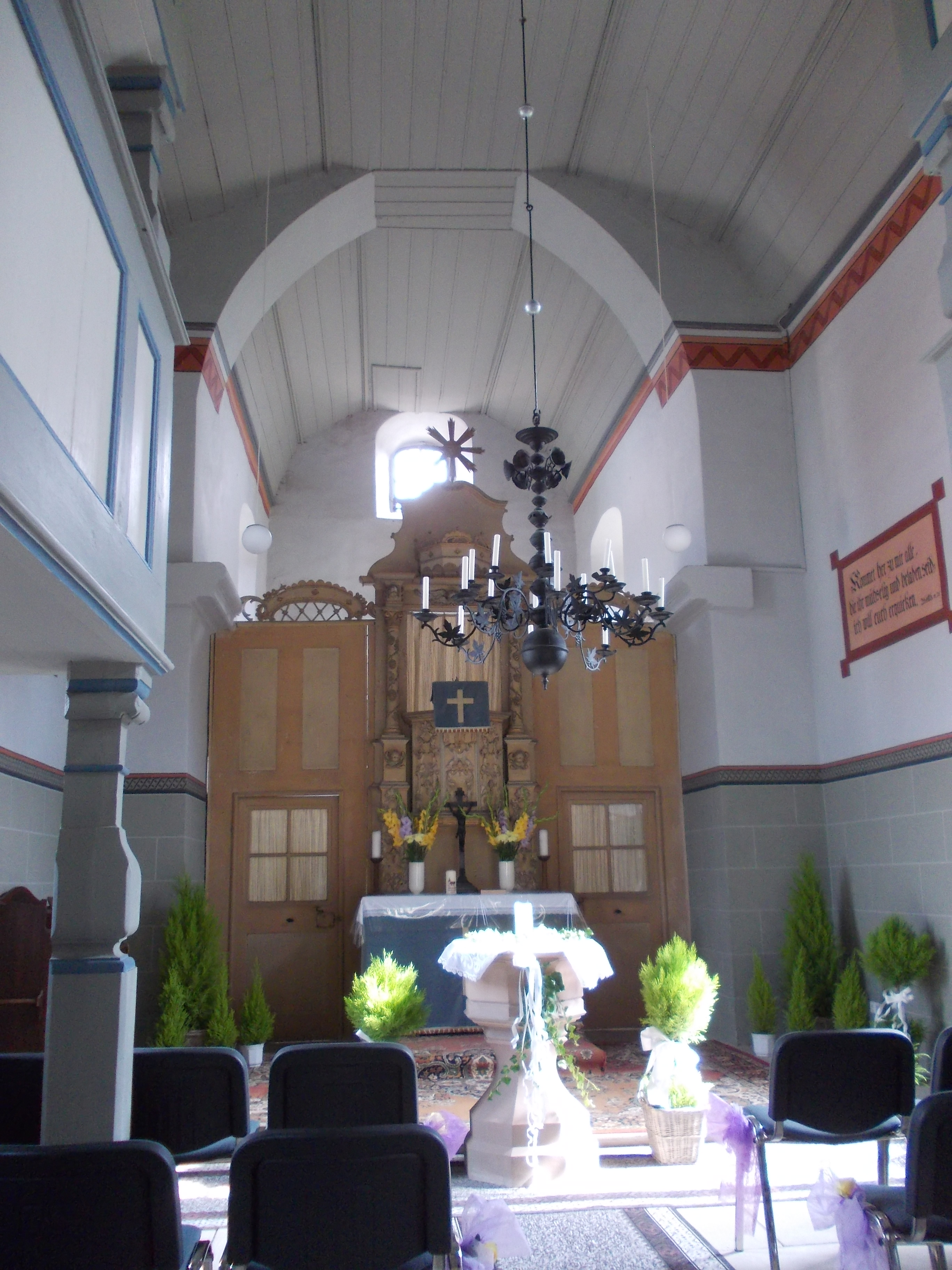
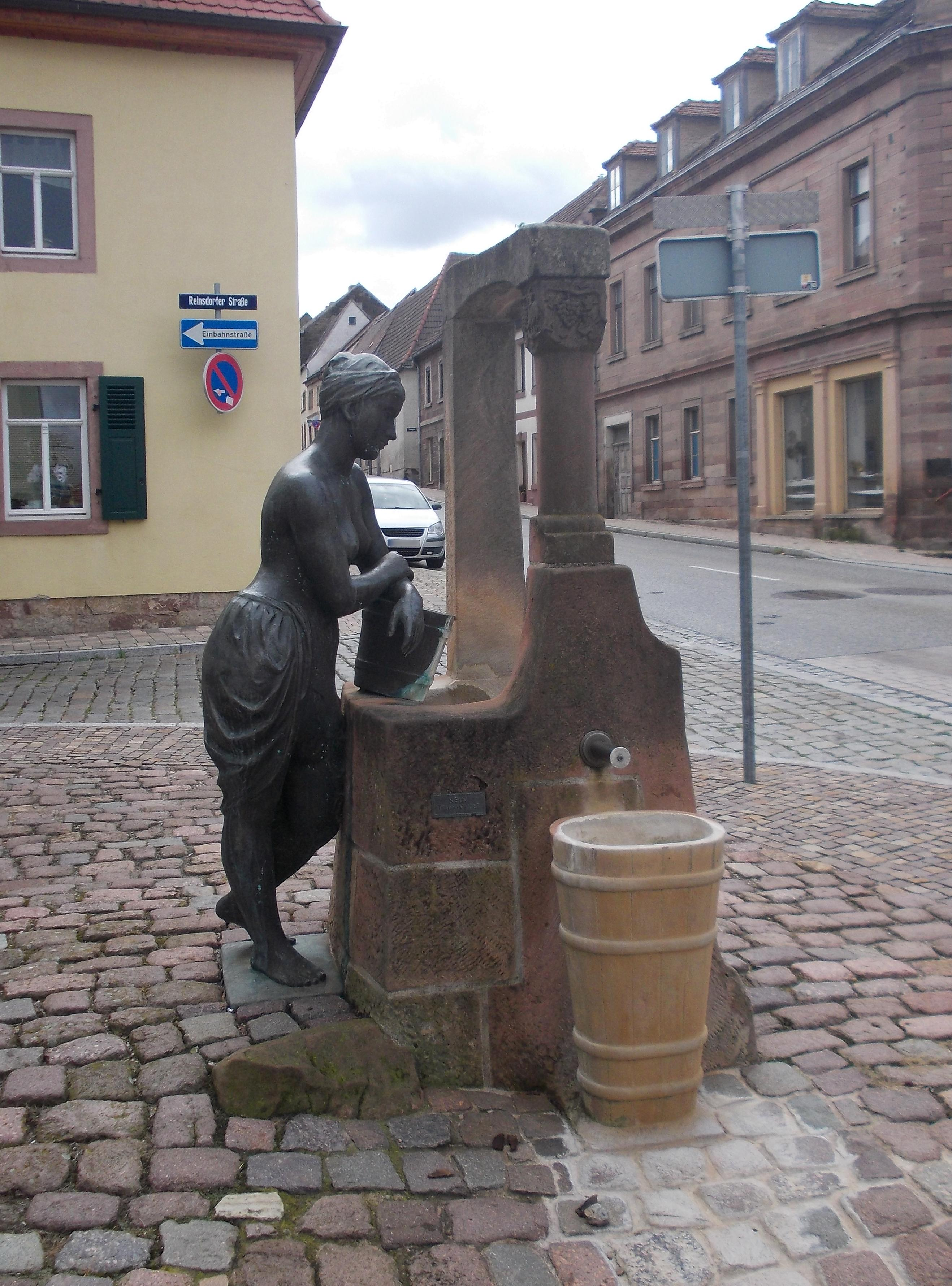
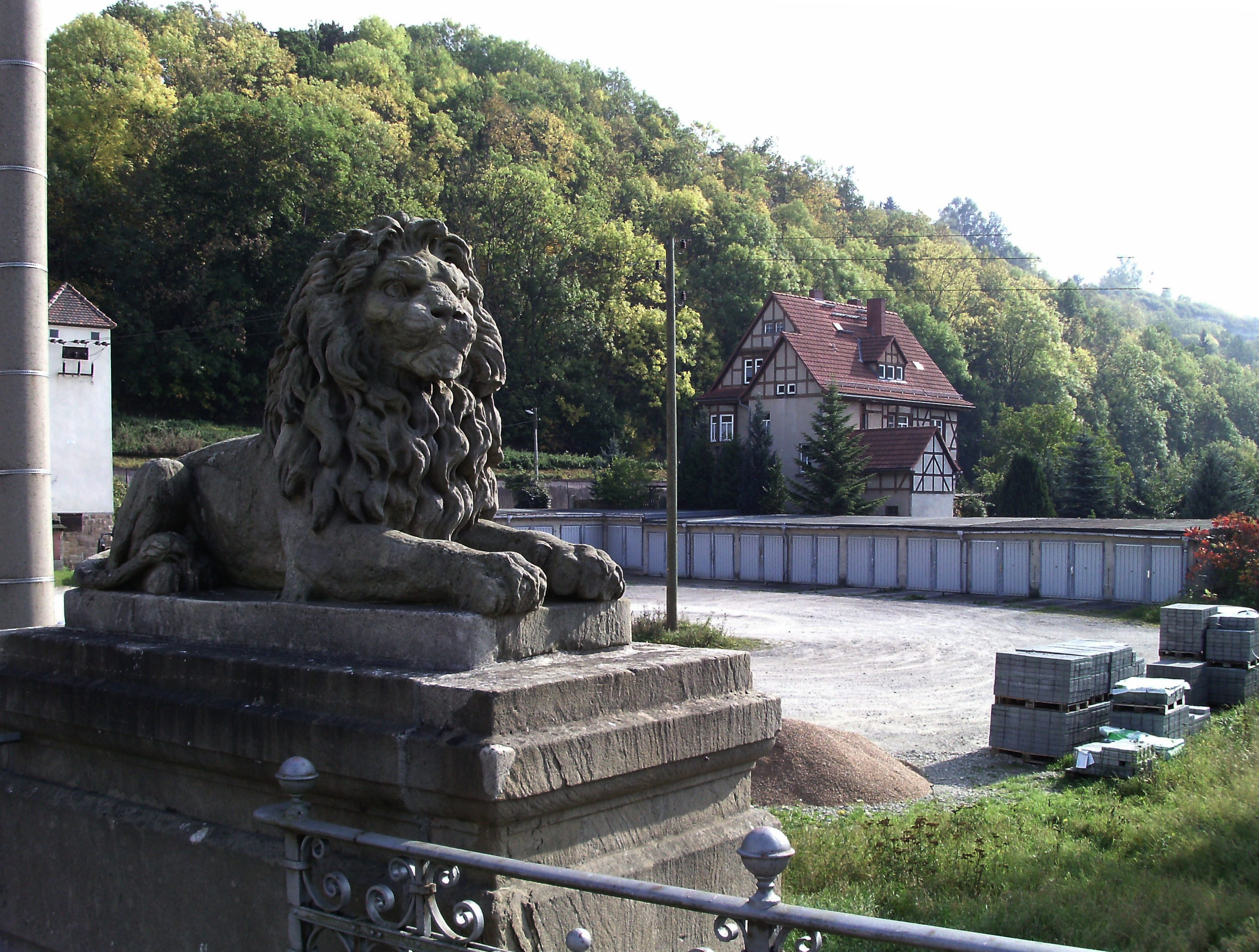
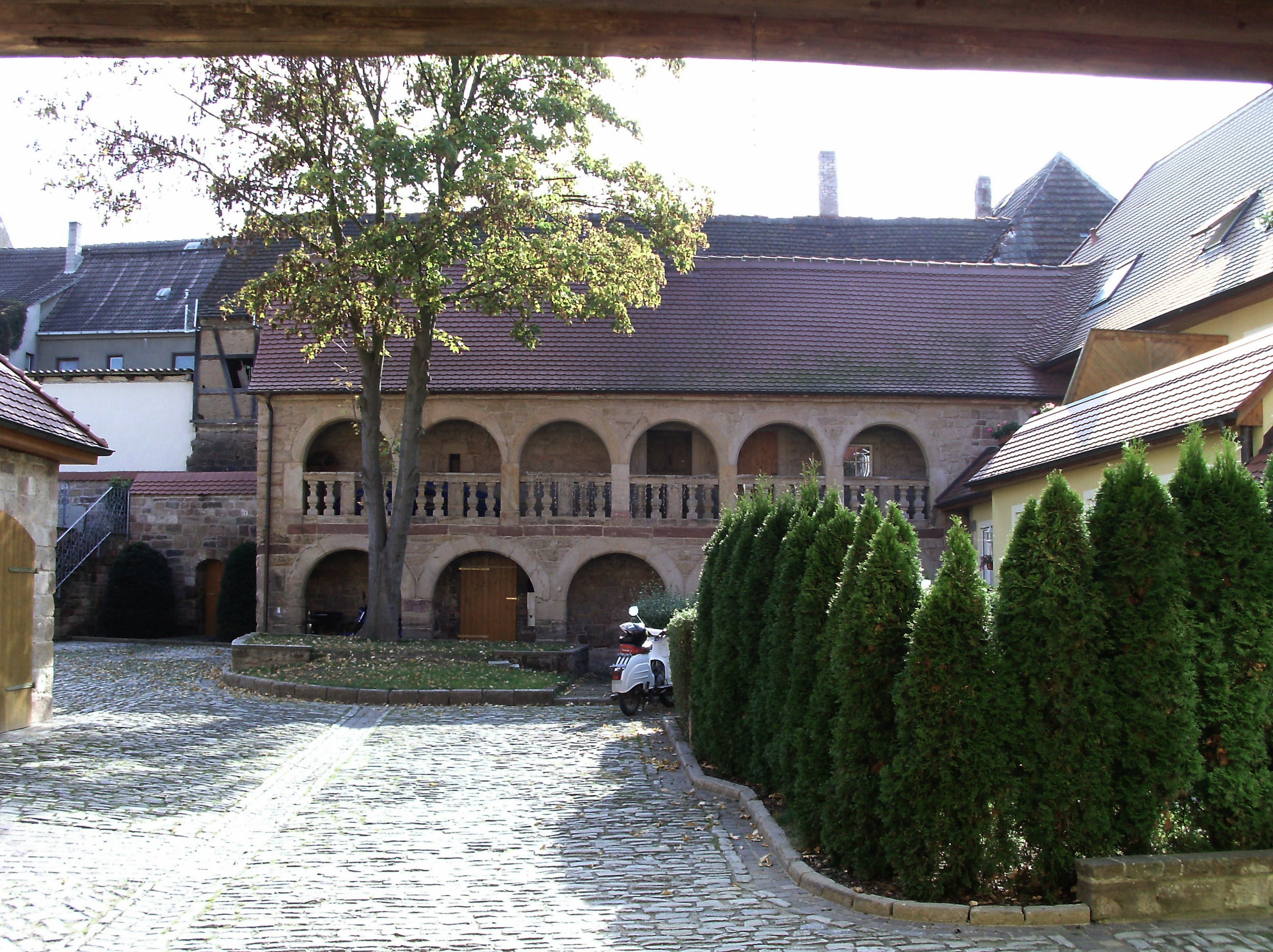
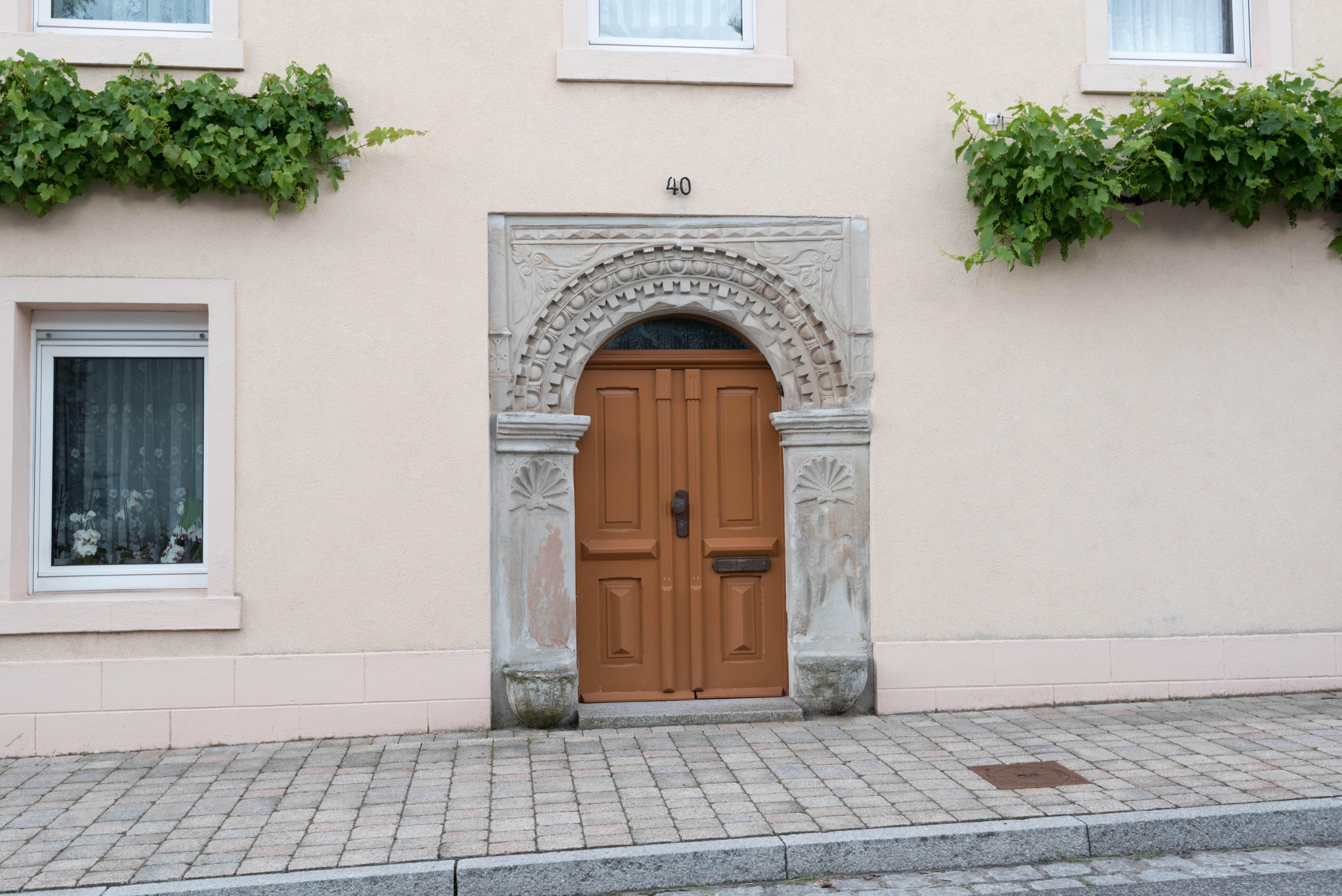
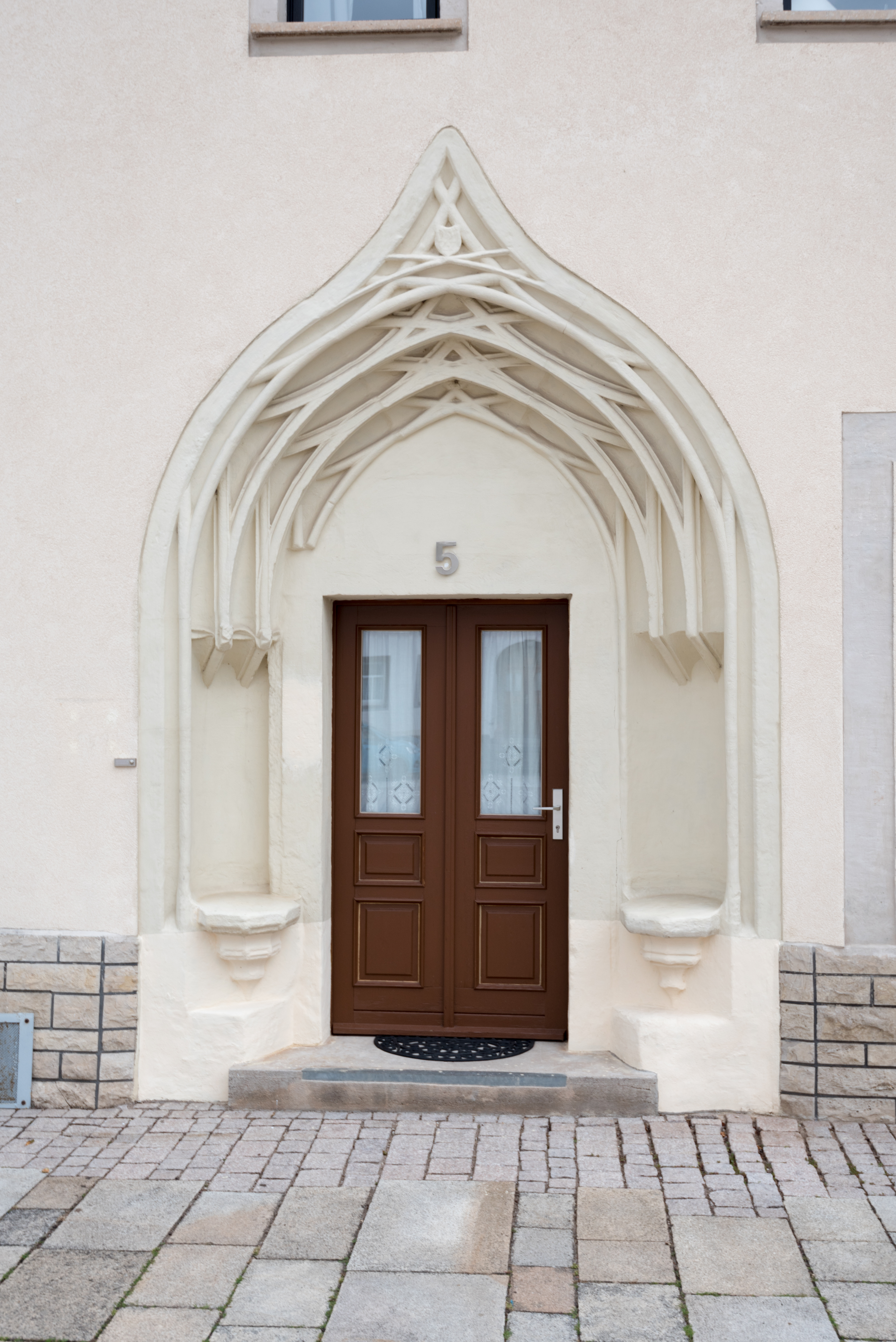

## Népesség
A település népességének változása:
| Lakosok száma | 3286 | 3142 | 3127 | 2980 | 3085 | 3067 |
|               | 2014 | 2017 | 2019 | 2021 | 2022 | 2023 |